# Сенегальский гнюс
Сенегальский гнюс (лат. Torpedo mackayana) — вид скатов рода гнюсов семейства гнюсовых отряда электрических скатов. Это хрящевые рыбы, ведущие донный образ жизни, с крупными, уплощёнными грудными и брюшными плавниками, образующими диск, коротким и толстым хвостом, двумя спинными плавниками и хорошо развитым хвостовым плавником. Подобно прочим представителям своего семейства способны генерировать электрический ток. Обитают в центрально-восточной и юго-восточной части Атлантического океана на глубине до 50 м. Максимальная зарегистрированная длина 50 см. Размножаются яйцеживорождением. Не представляют интереса для коммерческого рыболовства.

## Таксономия
Впервые новый вид был описан в 1919 году. Голотип представляет собой особь длиной 34 см, пойманную у берегов Сенегала (14°30′ с. ш. 17°00′ з. д.). Вид назван в честь одного из инициаторов исследовательской экспедиции на Нидерландские Антильские острова, в ходе которой он был найден.

## Ареал
Сенегальские гнюсы обитают в восточной части Атлантического океана у берегов Западной Африки от Сенегала до Анголы. Они попадаются у берегов Бенина, Камеруна, Кот-д’Ивуар, Экваториальной Гвинеи, Габона, Ганы, Гвинеи, Гвинеи-Бисау, Либерии, Нигерии, Сан-Томе и Принсипи, Сьерра-Леоне и Того. Эти скаты встречаются в прибрежной зоне на глубине до 50 м. Они предпочитают держаться на песчаном или илистом дне недалеко от эстуариев рек.

## Описание
Грудные плавники этих скатов формируют почти диск. По обе стороны головы сквозь кожу проглядывают электрические парные органы в форме почек. Позади маленьких глаз расположены крупные брызгальца. На нижней стороне диска расположены пять пар жаберных щелей.
Хвост короткий и толстый, оканчивается небольшим треугольным хвостовым плавником. Имеются два спинных плавника, сдвинутых к хвосту. Максимальная зарегистрированная длина 50 см.

## Биология
Подобно прочим представителям своего отряда сенегальские гнюсы способны генерировать электричество. Они размножаются яйцеживорождением. Самцы и самки достигают половой зрелости при длине 31,5 и 35 см соответственно. На основании данных о размере полностью сформировавшихся эмбрионов можно предположить, что новорожденные имеют длину около 9,2—9,6 см. Вероятно, овуляция происходит в мае и июне, а роды — в августе и сентябре. Беременность длится 4 или 5 месяцев, размножение имеет годичный цикл. В помёте 6—15 новорожденных.

## Взаимодействие с человеком
Сенегальские гнюсы не представляют интереса для коммерческого рыболовства. В качестве прилова они могут попадаться при коммерческом донном промысле. Международный союз охраны природы присвоил виду охранный статус «Вымирающий».